# Хед-Нод, Дороти
Элис Дороти Хед (англ. Alice Dorothy Head, в замужестве Нод, англ. Knode; 3 июля 1925—2015) — американская теннисистка. Трёхкратная финалистка чемпионата Франции в одиночном и женском парном разряде, трёхкратная обладательница Кубка Уайтмен в составе сборной США, 5-я ракетка мира в 1955 и 1957 годах.

## Игровая карьера
Выступала во взрослых теннисных турнирах с 1939 года, в 1943 году дошла до четвертьфинала чемпионата США, где проиграла сеяной под первым номером Полин Бетц. По итогам года впервые вошла в первую десятку рейтинга теннисисток США, составляемого Ассоциацией лаун-тенниса Соединённых Штатов (USLTA); заняла в рейтинге 7-е место.
До начала 1950-х годов неоднократно входила в первую десятку рейтинга USTA, а в 1952 году начала показывать высокие результаты и на международном уровне, когда пробилась в полуфинал чемпионата Франции, уступив там соотечественнице Дорис Харт. После этого вышла замуж за сотрудника банка Merrill Lynch Дональда Нода и в дальнейшем выступала под фамилией мужа.
Продолжив выступления в Старом Свете, после поражения в третьем раунде Уимблдонского турнира от Патрисии Каннинг-Тодд выиграла подряд 14 турниров менее высокого ранга. Победная серия была оборвана в полуфинале чемпионата Италии поражением от Морин Коннолли. Эти же соперницы встретились и в полуфинале чемпионата Франции, где Коннолли снова оказалась сильнее. На Уимблдоне Нод также оступилась в полуфинале, проиграв посеянной под вторым номером Харт, но затем возобновила успешные выступления, выиграв пять турниров подряд. По итогам 1952 года она заняла 10-е место в рейтинге сильнейших теннисисток мира, составляемом газетой Daily Telegraph, а на следующий год поднялась в нём до 6-й позиции.
Из-за беременности и рождения ребёнка практически не выступала с сентября 1953 до начала 1955 года. Вернувшись на корт, успешно выступила в зимне-весеннем сезоне на юге США и странах Карибского бассейна, после чего дошла до финала чемпионата Франции, победив по пути британку Ширли Блумер и американку Беверли Бейкер Флейц, прежде чем уступить в трёх сетах ещё одной представительнице Великобритании Анджеле Мортимер. До конца сезона стала также четвертьфиналисткой Уимблдонского турнира и полуфиналисткой чемпионата США, в обоих случаях проиграв посеянной под первым номером Харт. В августе Нод дебютировала в составе сборной США в Кубке Уайтмен, ежегодном матче женских сборных США и Великобритании, и приняла участие в 19-й подряд победе американской команды, победив Анджелу Бакстон. По итогам года поднялась в мировом рейтинге на 5-е место.
Выигрывала со сборной США Кубок Уайтмен в следующие два года. Относительно неудачно выступив в турнирах Большого шлема в одиночном разряде, пробилась в финал чемпионата Франции в паре с Дарлин Хард, проиграв там в трёх сетах Бакстон и ещё одной американке Алтее Гибсон. В 1957 году во второй раз дошла до финала чемпионата Франции в одиночном разряде, где была посеяна под вторым номером и уступила посеянной первой Блумер. На Уимблдоне и чемпионате США остановилась в полуфинале, в первом случае проиграв Хард, а во втором Гибсон. Завершила год на 5-й позиции в мировом рейтинге во второй раз за карьеру, а во внутреннем американском рейтинге стала третьей.
Продолжала активно выступать до 1960 года и с меньшей частотой — до конца 1960-х годов. По завершении карьеры продолжала выступать в любительских соревнованиях среди ветеранов, в 2005 году став чемпионкой мира среди суперветеранов (возрастная категория 80 лет и старше). Проживала в Хантингтон-Биче (Калифорния).

## Финалы турниров Большого шлема за карьеру

### Женский одиночный разряд (0-2)
| Результат | Год  | Турнир            | Покрытие | Соперница в финале | Счёт в финале |
| --------- | ---- | ----------------- | -------- | ------------------ | ------------- |
| Поражение | 1955 | Чемпионат Франции | Грунт    | Анджела Мортимер   | 6-2 5-7 8-10  |
| Поражение | 1957 | Чемпионат Франции | Грунт    | Ширли Блумер       | 1-6 3-6       |

### Женский парный разряд (0-1)
| Результат | Год  | Турнир            | Покрытие | Партнёрша   | Соперницы в финале           | Счёт в финале |
| --------- | ---- | ----------------- | -------- | ----------- | ---------------------------- | ------------- |
| Поражение | 1956 | Чемпионат Франции | Грунт    | Дарлин Хард | Анджела Бакстон Алтея Гибсон | 8-6 6-8 1-6   |